# Cuartil

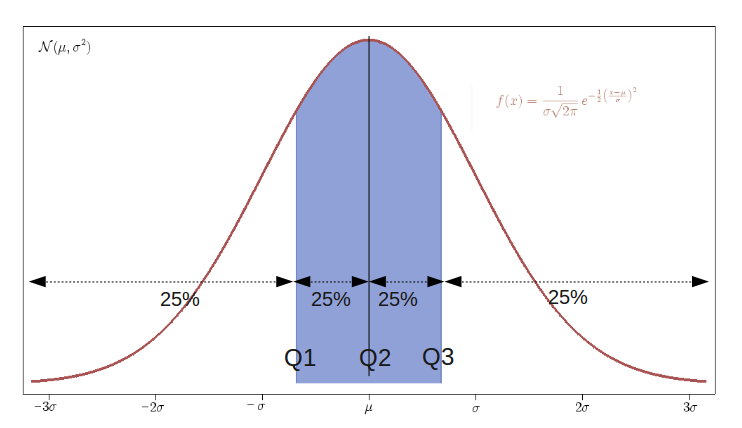
Campana de Gauss en la que se observan los cuartiles Q1, Q2 y Q3.

Los cuartiles son cuantiles que se multiplican por un cuarto de un conjunto de datos. Aparecen citados en la literatura filosófica por primera vez en 1879 por Donald McAlister en el artículo The Law of the Geometric Mean y fueron posteriormente desarrolladas por su mentor, Francis Galton en su publicación Natural Inheritance. Se atribuye a Galton la creación de los términos decil, cuartil y percentil en el artículo honorífico escrito en el centenario de su muerte.
La diferencia entre el tercer cuartil y el primero se conoce como rango intercuartílico. Se representa gráficamente como la anchura de las cajas en los llamados diagramas de cajas.
Dada una serie de valores X1,X2,X3 ...Xn ordenados en forma creciente, podemos pensar que su cálculo podría efectuarse:
- Primer cuartil (Q1) como la mediana de la primera mitad de valores;
- Segundo cuartil (Q2) como la propia mediana de la serie;
- Tercer cuartil (Q3) como la mediana de la segunda mitad de valores.

Pero esto conduce a distintos métodos de cálculo de los cuartiles primero (así como tercero) según la propia mediana se incluya o excluya en la serie de la primera (respecto de la segunda) mitad de valores.
Cálculo con datos no agrupados
No hay uniformidad sobre su cálculo. En la bibliografía se encuentran hasta cinco métodos que dan resultados diferentes. Uno de los métodos es el siguiente: dados n datos ordenados, 
- Para el primer cuartil:

{\displaystyle {\frac {n+1}{4}}}

- Para el tercer cuartil:

{\displaystyle {\frac {3(n+1)}{4}}}